# Union Card
Union Card — російська міжбанківська платіжна система, заснована в 1993, до складу якої входить близько 300 фінансових установ. 
Union Card — одна з перших російських платіжних систем, що надає широкий спектр послуг у сфері фінансового обслуговування за картками — від технології до процесингу та координації учасників, яке відбувається в рамках мережі Union Card, що охоплює багато регіонів Росії, а також Україну, Білорусь і Киргизстан. 
Емісійна політика базується на потенціалі великої кількості середніх та малих банків, але вагомими учасниками платіжної системи є великі російські банки, такі як Банк Москви, Ханти-Мансійський банк, Зв'язок-банк, Уральський банк реконструкції та розвитку, Новікомбанк та інші. 